# Cajamarca uniseriata
Cajamarca uniseriata is een hooiwagen uit de familie Gonyleptidae. De wetenschappelijke naam van Cajamarca uniseriata gaat terug op Roewer.